# 張無忌
張 無忌（ちょう むき、簡体字: 张 无忌、拼音: Zhāng Wújì）は、金庸の武俠小説「射鵰三部作」の一つである『倚天屠龍記』の主人公。
性格は優しく、優柔不断。人の良い部分しか見ようとしないので、理にかなってさえいれば友人のために何でもするという、正義感にあふれた性格をしている。
いつ何時でも、自分自身の良心に背かない生き方をしており、とびぬけて天才というわけではないが賢く、医学と武術に関する才能はずば抜けている。ただし騙されやすく、人の上に立つことは得意ではない。

## 張無忌の一生

### 生い立ち
張無忌は、武当派「武当七俠」の五俠である張翠山と天鷹教教主の娘である殷素素の間に生まれた一人息子である。彼の両親は出会って間もなく「明教四大護教法王」の「金毛獅王」謝遜に連れ去られ、氷火島に漂流してしまう。島にて恋心が湧き、結婚した2人はそのまま子供を生み育てることになる。2人は謝遜を自分たちの子の名づけ親とし、彼の殺された息子の名前を子につけた。しかし、その後島を後にした際に、苗字を謝ではなく父親の苗字である張に戻している。後に蛛児に対して曾阿牛と名乗ったことがきっかけで、江湖ではこの名を使っていた。

### 子供時代の遭難
氷火島にて生活している間に、父親と名づけ親から武当派の武術と七傷拳をそれぞれ少しだけ学び、10歳の時にやっと両親とともに中原に戻る。中原に戻るとすぐに謝遜と屠龍刀の消息を問い詰められるはめになり、誘拐された先で玄冥二老の玄冥神掌により重傷を負わされる。その間に、両親は謝遜の消息の秘密を守るために自殺してしまう。張三丰は張無忌を治療しようとしたが、彼の内功をもってしてもなす術がなく、命を繋ぐのがやっとの状態であった。
その後、常遇春に連れられ、蝶谷医仙・胡青牛に治療を施してもらう。完治には至らなかったものの、胡青牛の医術を学び、身に付ける。蝶谷で紀暁芙とその娘の楊不悔に会い、紀暁芙が亡くなった後には楊不悔を明教の「光明左使」楊逍のもとへ届けた。その間に、崑崙派の「鉄琴先生」何太冲に恩を仇で返され、更には朱長齢と、密かに慕っていた朱九真に騙され、重ね重ね不幸に遭遇することになる。
朱長齢と共に崑崙山の崖より落ちてしまったが、偶然にも秘境にたどり着く。白猿を助けたのをきっかけに九陽真経の「九陽神功」を習得し、玄冥神掌より得た内傷を完全に取り除くだけでなく、以降内力に関しては右に出る者がいなくなるほどに秀でることになる。

### 武術の達人への道のり
秘境であった谷を抜け出してからというもの、ずば抜けた内力により、まずは武烈、何太冲、丁敏君等を負かし、蛛児を助ける。更には砂漠にて、滅絶師太の三掌を受けた後でも大したケガをせずに済んだ。その後「布袋和尚」説不得により乾坤一気袋に閉じ込められ、光明頂に連れて行かれるが、ついには九陽神功を極めた。園真に追われている最中に隠し通路に入り込んで、偶然にも明教の教神功である乾坤大挪移を発見し、更にはそれを短時間で第七層まで習得してしまい、乾坤大挪移の創造者すらをも超えてしまう。この時には既に、一、二を争うほどの武術使いになっており、『射鵰英雄伝』と『神鵰剣俠』の中に出てくる「天下五絶」にも肩を並べるほどであった。
六大正派が明教を攻めるため光明頂を囲んだ際、見かねた張無忌は六大正派の代表を打ち破り、優れた武術を世の中に知らしめた。そのために、一同に推薦され明教第三十四代教主となる。張三丰の指導を得て、太極拳と太極剣を習得した後には天下無敵に更に一歩近づく。ペルシア明教三位使者の奇怪な武術に翻弄され、手も足も出ない状況になるが、彼らの聖火令武功を身に付けた後は究極を極める。この時に至っては、少林寺の高僧ですらも相手にはならないほどであった。その後明教の教主の名の下に、各派との隔たりをなくすことに力を尽くした。

## 恋愛関係
『神鵰剣俠』のような良縁こそないものの、張無忌を巡って4人の美女が登場する。
殷離
張無忌の従妹でもある殷離を蛛児と呼び、一度は妻にすると約束する。しかし、蛛児の心にあるのは蝴蝶谷で出会った少年時代の張無忌なのあって、成人した彼をあくまでも「曾阿牛」として見ていた。
小昭
小昭とはお互いに近しい感情があった。小昭は自分の一生を費やして張無忌の面倒を見ることを夢見ていたが、ペルシア明教の処女教主になるため、ペルシアへと旅立ってしまう。第三改訂版の中では、小昭はペルシアに帰った後、張無忌に1通自分の気持ちを綴った手紙を送っており、それを受け取った張無忌は非常に感動している。
周芷若
峨嵋派の周芷若とは一度子供の頃に出会っており、西域で再会した後はお互いに助け合い、惹かれあっていた。自らの師父である滅絶師太に張無忌を陥れることを誓わされたが、それでも張無忌を深く愛してしまう。謝遜の前で婚約まで果たすが、趙敏に幾度と無く焼きもちを焼き、最後まで張無忌を信用することができない。趙敏に脅迫されて結婚式を取りやめたことで、2人は敵対することとなる。
趙敏
始めは張無忌らと敵対し、残虐な行為を繰り返す趙敏を、張無忌は仇として殺すことを誓うほどであった。しかし互いに助け合い、日をともにするうちに愛情が芽生える。
楊不悔
西域にいた楊逍の元へ共に向かう間、兄妹同様に親しくなる。

## 武功
金庸作品全体で評価してもトップクラス。そのためか、対戦相手は玄冥ニ老や明教ペルシア総教の使者3人組みなど、ほとんど集団戦法を使う相手であることが多かった。
九陽真経（きゅうようしんけい）
達磨が書いたとされる武術書。九陽神功と呼ばれる最上の内功が書かれている。
乾坤大挪移（けんこんだいない）
明教に伝わる武術。起源をたどれば、山の老人にまで遡る。気の運用方法と、その使い分けの方法を記している。既に本家であるペルシアには完全な形では残ってはいなかったが、中原にはほぼ完全な形で残っていた。才能のある者でも第1層から2層へは7年、2層から3層には14年かかるのだが、張無忌はすでに九陽真経で究極の内功を修めていたこと、また困難な部分にあたると医学の理論に照らすことで解決したことにより、ものの数時間で第6層まで到達。これを修めることで張無忌は武術の達人となった。
のちに、ペルシアの聖火令を小昭に翻訳してもらった上で7層の文面と照らし合わせると、張無忌は乾坤大挪移の7層まで到達している。
太極拳、太極剣
張三丰が晩年に考案した武術。素手はともかく、武器の扱いに慣れていなかった張無忌は、この太極剣で「八臂神剣」の方東白を打ち破ることに成功している。

## 人物関係図
|        |        |        |        | 殷天正 |        |  |  |        |        |        |        |        |        |        |        |        |        |        |        |        |        |      |      |      |      |
|        |        |        |        |        |        |  |  |        |        |        |        |        |        |        |        |        |        |        |        |        |        |      |      |      |      |
|        |        |        |        |        |        |  |  |        |        |        |        |        |        |        |        |        |        |        |        |        |        |      |      |      |      |
| 殷野王 | 殷野王 | 殷野王 | 殷野王 | 殷野王 | 殷野王 |  |  | 殷素素 | 殷素素 | 殷素素 | 殷素素 | 殷素素 | 殷素素 |        |        | 張翠山 | 張翠山 | 張翠山 | 張翠山 | 張翠山 | 張翠山 |      |      |      |      |
| 殷野王 | 殷野王 | 殷野王 | 殷野王 | 殷野王 | 殷野王 |  |  | 殷素素 | 殷素素 | 殷素素 | 殷素素 | 殷素素 | 殷素素 |        |        | 張翠山 | 張翠山 | 張翠山 | 張翠山 | 張翠山 | 張翠山 |      |      |      |      |
|        |        |        |        |        |        |  |  |        |        |        |        |        |        |        |        |        |        |        |        |        |        |      |      |      |      |
| 殷離   | 殷離   | 殷離   | 殷離   | 殷離   | 殷離   |  |  |        |        |        |        | 張無忌 | 張無忌 | 張無忌 | 張無忌 | 張無忌 | 張無忌 |        |        | 趙敏   | 趙敏   | 趙敏 | 趙敏 | 趙敏 | 趙敏 |
| 殷離   | 殷離   | 殷離   | 殷離   | 殷離   | 殷離   |  |  |        |        |        |        | 張無忌 | 張無忌 | 張無忌 | 張無忌 | 張無忌 | 張無忌 |        |        | 趙敏   | 趙敏   | 趙敏 | 趙敏 | 趙敏 | 趙敏 |

- 名付け親：謝遜

## 演じた俳優
映画
- 張瑛：『倚天屠龍記』 香港 1963年
- 林家声：『倚天屠龍記』 香港 1965年
- イー・トンシン：『倚天屠龍記』 香港 1978年
- ジェット・リー：『カンフー・カルト・マスター 魔教教主』香港 1993年

テレビドラマ
- アダム・チェン：『倚天屠龍記』　無綫電視（TVB） 香港 1979年
- 劉徳凱：『倚天屠龍記』 台湾電視公司（TTV） 台湾 1984年
- トニーレオン：『倚天屠龍記』 TVB 香港 1986年
- 馬景濤：『倚天屠龍記』 TTV 台湾 1993年
- ローレンス・ウン：『倚天屠龍記』 TVB 香港 2000年
- アレック・スー：『倚天屠龍記』 中華電視公司（CTS） 台湾 2002年
- ダン・チャオ：『倚天屠龍記』 中国 2009年